# Maria del Mar Bonet

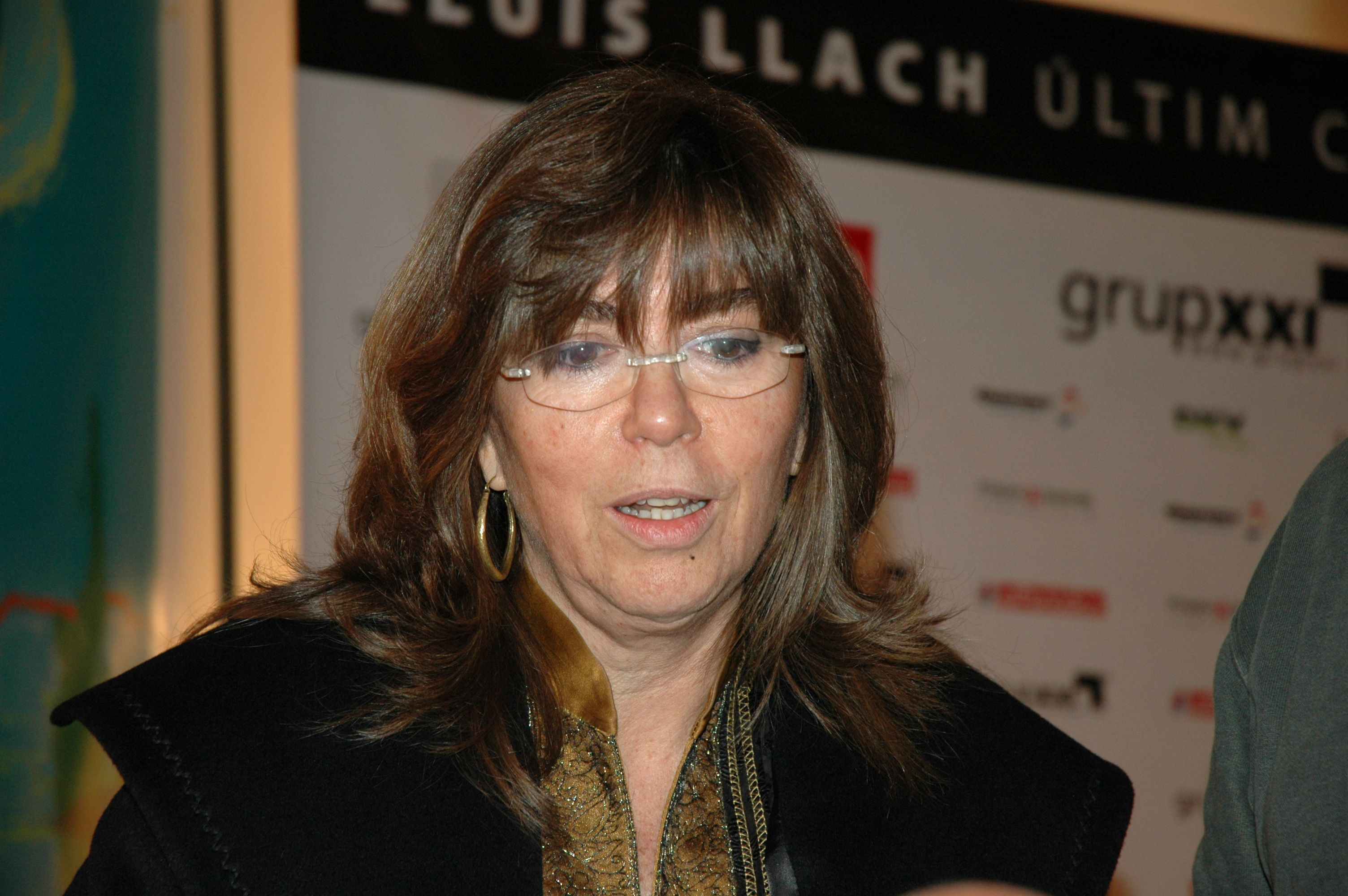
Maria del Mar Bonet i Verdaguer

Maria del Mar Bonet i Verdaguer (* 27. April 1947 in Palma) ist eine spanische Sängerin von Mallorca. Ihr Bruder ist der Sänger und Fotograf Joan Ramon Bonet.
Sie lernte Töpfern an einer Kunstschule, entschied sich aber, Sängerin zu werden. 1966 kam sie mit ihrem Bruder nach Barcelona, wo sie anfangs mit der Gruppe Els Setze Jutges sang, der u. a. auch Lluís Llach angehörte. Ihr Lied Què volen aquesta gent? von 1968 wurde zu einer auch international bekannten Anklage des franquistischen Regimes und wurde zunächst mit einem Aufführungsverbot belegt. Seitdem gilt sie als herausragende Vertreterin der katalanischen Bewegung der Nova Cançó und veröffentlicht volkstümliche und andere Lieder in katalanischer Sprache, auch zu der Zeit, als das durch die Franco-Diktatur verboten war. Sie trat national und auch in der Sowjetunion, Tunesien, den Niederlanden, Polen, Italien, Japan, Portugal, Belgien, Frankreich, Großbritannien, Brasilien, Schweden, der Schweiz, Venezuela und Mexiko auf.
1981 nahm Bonet in Paris die Platte Jardí tancat (‚Der geschlossene Garten‘), begleitet durch Jacques Denjean sowie den bretonischen Harfenisten Alan Stivell, auf.
Sie arbeitet auch mit dem Ensemble of Music Traditionelle di Tunis und dem brasilianischen Musiker Milton Nascimento zusammen.
Ihr wurde das französische akademische Karls-Kreuz, das katalanische Creu de Sant Jordi und der National-Preis der katalanischen Regierung verliehen.

## Diskografie
- Maria del Mar Bonet (Maria del Mar Bonet) 1969
- Maria del Mar Bonet (Maria del Mar Bonet) 1971
- Maria del Mar Bonet (Maria del Mar Bonet) 1974
- A l’Olympia (Maria del Mar Bonet) 1975
- Cançons de festa (Maria del Mar Bonet) 1976
- Alenar (Maria del Mar Bonet) 1977
- Saba de terrer (Maria del Mar Bonet) 1979
- Quico-Maria del Mar (Maria del Mar Bonet + Francesc Pi de la Serra) 1979
- Sempre (Maria del Mar Bonet) 1981
- L’àguila negra (Maria del Mar Bonet) 1981
- Jardí tancat (Maria del Mar Bonet) 1981
- Breviari d’amor (Maria del Mar Bonet) 1982
- Cançons de la nostra mediterrània (Maria del Mar Bonet + Al Tall) 1982
- Anells d’aigua (Maria del Mar Bonet) 1985
- Gavines i dragons (Maria del Mar Bonet) 1987
- Ben a prop (Maria del Mar Bonet + Manel Camp) 1989
- Bon viatge faci la cadernera (Maria del Mar Bonet) 1990
- Coreografies (Maria del Mar Bonet) 1990
- El·las (Maria del Mar Bonet) 1993
- Salmaia (Maria del Mar Bonet) 1995
- Primeres cançons (Maria del Mar Bonet) 1997
- El cor del temps (Maria del Mar Bonet) 1997
- Cavall de foc (Maria del Mar Bonet) 1999
- Raixa (Maria del Mar Bonet) 2001
- Cants d’Abelone (Maria del Mar Bonet + Rafael Subirachs) 2001
- Collita pròpia (Maria del Mar Bonet) 2003
- Amic, amat (Maria del Mar Bonet) 2004
- Terra secreta (Maria del Mar Bonet) 2007
- Bellver 2010
- Blaus de l’ànima. Més de 20 anys ben a prop (mit Manel Camp) 2011
- Fira encesa. Canta Bartomeu Rosselló-Pòrcel 2013
- Ultramar 2017